# USS Eugene E. Elmore (DE-686)
«Юджин Елмор» (англ. USS Eugene E. Elmore (DE-686) — військовий корабель, ескортний міноносець класу «Радероу» військово-морських сил США за часів Другої світової війни.
«Юджин Елмор» був закладений 27 листопада 1943 року на верфі Bethlehem Hingham Shipyard в Квінсі, у штаті Массачусетс, де 23 грудня 1943 року корабель був спущений на воду. 4 лютого 1944 року він увійшов до складу ВМС США.
Ескортний міноносець «Юджин Елмор» брав участь у бойових діях на морі в Другій світовій війні, супроводжував транспортні конвої союзників в Атлантиці. За час війни брав участь у затопленні у взаємодії з іншими протичовновими кораблями німецького підводного човна U-549.
За бойові заслуги, проявлену мужність та стійкість екіпажу в боях «Юджин Елмор» удостоєний чотирьох бойових зірок, медалей «За Європейсько-Африкансько-Близькосхідну», «За Американську кампанії» і Перемоги у Другій світовій війні.

## Історія служби
22 квітня 1944 року ескортний міноносець вийшов з Норфолку, після чого приєднався до групи мисливців-вбивць, утвореної навколо ескортного авіаносця класу «Боуг», «Блок-Айленд», та відплив до Касабланки, щоб забезпечити прикриття для Атлантичних конвоїв. 29 травня у Північній Атлантиці південно-західніше Мадейри, під час повернення, «Блок-Айленд» та один з його кораблів супроводження, міноносець «Барр», були торпедовані німецьким підводним човном U-549 капітан-лейтенанта Детлефа Кранкенгагена. Американський ескортний авіаносець затонув, «Барр» дістав важких пошкоджень.
Американські ескортні міноносці «Юджин Елмор» та «Аренс» виявили U-549. Унаслідок проведеної глибинними бомбами атаки американських кораблів ворожий човен був затоплений разом з усіма 57 членами екіпажу.